# Буђало (Комо)
Буђало је насеље у Италији у округу Комо, региону Ломбардија.
Према процени из 2011. у насељу је живело 43 становника. Насеље се налази на надморској висини од 641 м.